# 王是琦
王是琦，台灣立積電子公司（RichWave）共同創辦人，現任立積電子總經理。

## 生平
王是琦曾就讀聖心女中，高中時即展現對物理的濃厚興趣，其後就讀國立交通大學電子工程學系，畢業後進入馬里蘭大學並獲得電子工程學的碩士及博士學位，其指導老師為凌宏璋教授(Hung C. Jimmy Lin)。
對物理的熱情使王是琦投入基礎電晶體研究，曾於波士頓的Analog Devices Inc.工作，1993年返台，先後於台積電、華邦、揚智任職。2004年共同創辦立積電子(Richwave Technology Corp.)是專攻射頻(RFIC)的IC設計公司，其公司於2015年底在台灣掛牌上市。

## 榮譽
- 獲得《哈佛商業評論》繁體中文版「2023台灣最佳上市公司女性 CEO 30 強」榜單第11名。[4]
- 2023年榮獲國立陽明交通大學傑出校友。[5]
- 王是琦創辦的公司「立積電子」於2021及2022年獲得日本村田製作所評選為「最佳RFIC供應商」。[6]

## 家庭
其丈夫為立積電子董事長馬代駿。